# Filipe Relvas
Filipe Relvas né le 20 septembre 1999 à Espinho au Portugal, est un footballeur portugais qui évolue au poste défenseur central à l'AEK Athènes.

## Biographie

### Formation et débuts
Né à Espinho au Portugal, Filipe Relvas commence le football avec le club local du SC Espinho et est également formé par le CD Feirense. De 2018 à 2019 il joue pour le Gondomar SC avant de rejoindre le F.C. Pedras Rubras (en) à l'été 2020.

### Portimonense SC
Arrivé libre au Portimonense SC à l'été 2020, Filipe Relvas est dans un premier temps intégré à l'équipe réserve du club. Le 29 juillet 2021, il prolonge son contrat avec le Portimonense SC jusqu'en juin 2026, et avec une clause libératoire de 20 millions d'euros.
Relvas joue son premier match en équipe première le 1er août 2021, lors d'une rencontre de coupe de la Ligue portugaise face au Boavista FC. Il est titularisé au poste d'arrière gauche et son équipe s'incline par deux buts à zéro,.

### Vitória SC
Le 31 janvier 2025, lors du mercato hivernal, Filipe Relvas quitte le Portimonense SC afin de rejoindre le Vitória SC. Il signe un contrat de trois ans et demi, soit jusqu'en juin 2028,.